# Disgenia
Disgenia (também conhecido como cacogenia) é o declínio da prevalência de caracteristicas consideradas socialmente desejáveis ou bem adaptados ao meio ambiente em razão da pressão seletiva desfavorável à reprodução dessas características.
O adjetivo "disgenia" é o antônimo de eugenia. Em 1915, o termo foi usado por David Starr Jordan para descrever o efeito supostamente deletério da guerra moderna na genética de grupos, considerando que existia uma tendência de eliminar os homens saudáveis enquanto preservava sujeitos deficientes. Preocupações similares foram levantadas pelos primeiros eugenistas e darwinistas sociais durante o século XIX, e permaneceram recorrentes no debate público e científico ao longo do século XX. Versões mais recentes da questão disgênica em populações humanas foram formuladas pelo controverso psicólogo Richard Lynn, notavelmente em seu livro de 1996, Dysgenics: Genetic Deterioration in Modern Populations, cuja tese era que a redução da pressão evolutiva e declínio da mortalidade infantil desde a Revolução Industrial resultaram numa crescente propagação de características deletérias e desordens genéticas. Na cultura popular, a preocupação com a disgenia deu base à ficção especulativa, especialmente o filme de 2006 Idiocracia.
Apesar da recorrência do tema, estudos genéticos não mostram evidências de efeitos disgênicos em populações humanas.
O pensador do transumanismo, Nick Bostrom, menciona a disgenia entre os "riscos existenciais" em torno dos quais elabora sua teoria.